# Cantone di Belz
Il Cantone di Belz era una divisione amministrativa dell'arrondissement di Lorient.
È stato soppresso a seguito della riforma complessiva dei cantoni del 2014, che è entrata in vigore con le elezioni dipartimentali del 2015.
Comprendeva i comuni di:
- Belz
- Erdeven
- Étel
- Locoal-Mendon
- Ploemel